# Hannah Crafts
Hannah Crafts était une esclave au XIXe siècle aux États-Unis. Elle est l'auteur du récit The Bondwoman's Narrative / Autobiographie d'une esclave,retrouvé en 2002 lors d'une vente aux enchères de documents d'un professeur de Harvard. Après une analyse rigoureuse, l'acquéreur, Henry Louis Gates Jr., parvient à établir que le manuscrit figurant parmi les pièces qu'il a acquises est bien dû à Hannah Crafts,,.
Celle-ci est une esclave ayant échappé à son ancien maître, le politicien John Hill Wheeler, en 1857. Elle y décrit de manière très réaliste la condition de ses semblables face à la cruauté du maître d'esclaves Sir Clifford, la frivolité de Madame Wheeler...
Malgré une fin un peu idéaliste, le récit est d'une grande force. L'auteur y fait preuve de grandes qualités littéraires, le réalisme faisant même parfois place à l'humour.